# Voith-Schneider-propeller

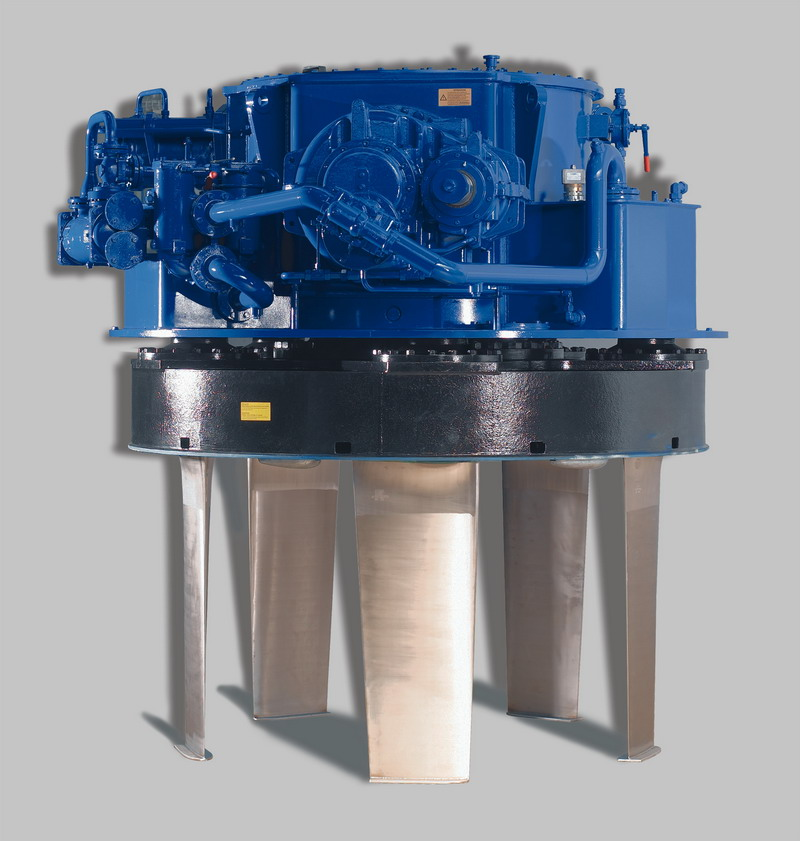
Voith-Schneider-propeller

Een Voith-Schneider-propeller (VSP), ook wel kantelbladschroef of cycloïdeschroef genoemd, is een scheepsschroef aan een verticale as die een schip een zeer hoge manoeuvreerbaarheid geeft.

## Geschiedenis
In 1927 ontwikkelde de Oostenrijkse ingenieur Ernst Schneider (1894-1975) samen met de scheepswerf Voith uit Heidenheim an der Brenz een cycloïdeschroef, bestaande uit een horizontale schijf waar verticaal een krans van vier tot zes schepvormige bladen is aangebracht. In 1931 werd het eerste schip met deze techniek uitgerust.

## Techniek
De VSP bestaat uit een horizontaal gemonteerde roterende schijf, waarop loodrecht omlaag een krans van verstelbare spaanvormige bladen is aangebracht. De schijf draait in principe met een vast toerental. Via een mechanisch kantelsysteem worden de bladen versteld, waardoor zowel stuwkracht als de gewenste richting over 360° kunnen worden gekozen. Er is dus geen roer nodig.
Anders dan bij een normale schroefvoortstuwing kan de VSP op iedere plaats onder de scheepsromp worden geplaatst. Doordat het systeem voortstuwing in elke gekozen richting mogelijk maakt, zijn met VSP uitgeruste schepen uiterst wendbaar. Het systeem wordt voornamelijk gebruikt voor sleep- en veerboten, maar ook voor kraanschepen en cruiseschepen. Door alle bladen stekend te zetten kan het schip gemakkelijk rond zijn as draaien.
De uitstekende bladen worden beschermd door een stalen omlijsting. 

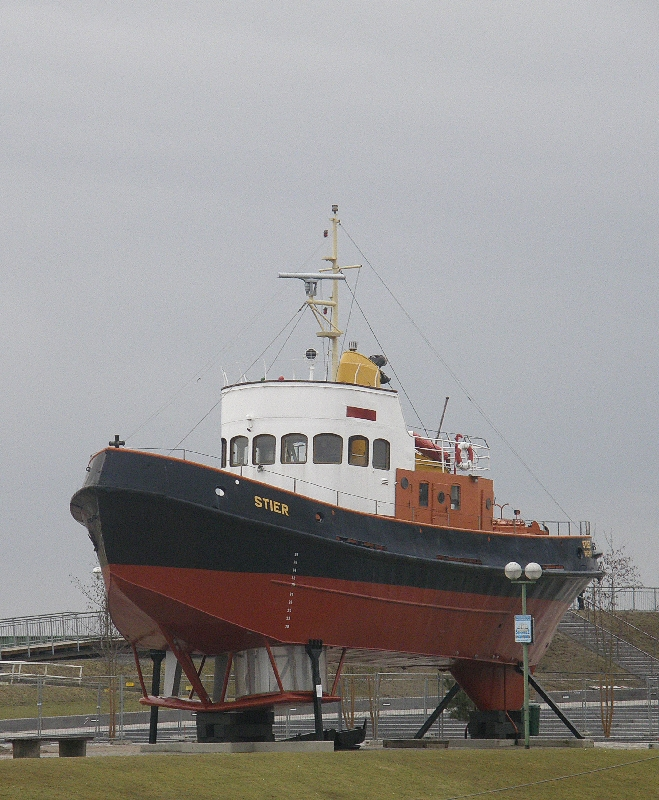
Havensleepboot Stier met vooraan twee Voith-Schneider-propellers
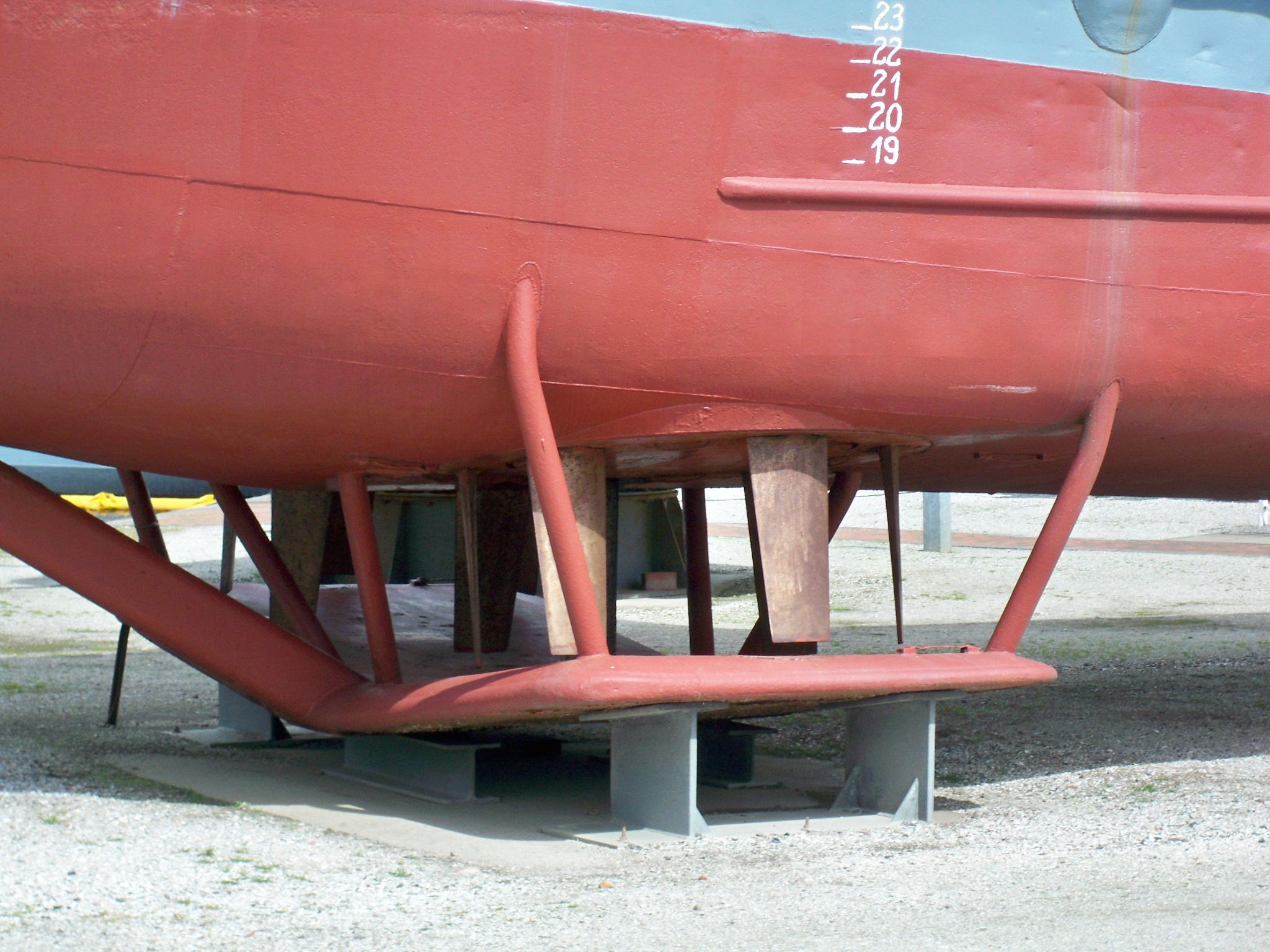
Detail van schip met twee VSP's
Een VSP van boven gezien. De pijlen zijn de krachten die de bladen uitoefenen op het water. Het schip vaart verticaal naar beneden.